# Faye-sur-Ardin
Faye-sur-Ardin is een gemeente in het Franse departement Deux-Sèvres (regio Nouvelle-Aquitaine) en telt 464 inwoners (2004). De plaats maakt deel uit van het arrondissement Niort.

## Geografie
De oppervlakte van Faye-sur-Ardin bedraagt 14,8 km², de bevolkingsdichtheid is 31,4 inwoners per km².
De onderstaande kaart toont de ligging van Faye-sur-Ardin met de belangrijkste infrastructuur en aangrenzende gemeenten.

## Demografie
Onderstaande figuur toont het verloop van het inwonertal (bron: INSEE-tellingen).